# Hydroxidion

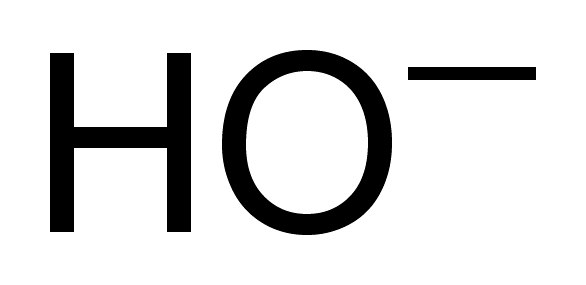
Kurzschreibweise (Konstitutionsformel) des Hydroxidions. Das Minuszeichen direkt neben dem O unterstreicht die Lage der negativen Ladung im Molekül.

Strukturdarstellung in der Elektronenformel

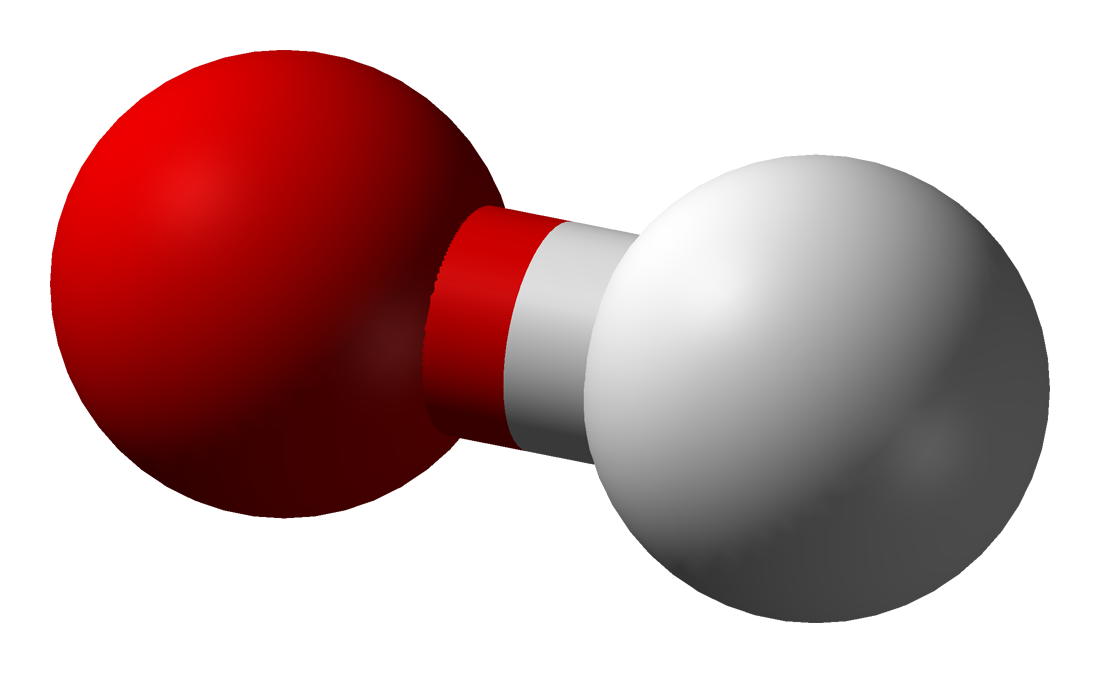
Veranschaulichung im Kugel-Stab-Modell

Das Hydroxidion (veraltet Hydroxylion, auch Hydroxid-Ion) ist ein negativ geladenes Ion, das entsteht, wenn Basen mit Wasser reagieren. Seine chemische Formel lautet OH−. Bei diesem Ion ist das Wasserstoffatom an das Sauerstoffatom gebunden und das Sauerstoffatom besitzt ein Elektron mehr als es im Grundzustand (Ordnungszahl 8, Oxidationszahl −2) hat, deshalb die negative Ladung. Die zusammen mit einem positiv geladenen Gegenion entstehenden Salze werden Hydroxide genannt.

## Anorganische Chemie
Eine allgemeine Base B reagiert nach folgendem Schema mit Wasser. Die Doppelpfeile deuten ein chemisches Gleichgewicht an.
{\displaystyle \mathrm {B+H_{2}O\ \rightleftharpoons \ HB^{+}+OH^{-}} }
Anhand der Konzentration der Hydroxidionen kann man den pH-Wert der entstandenen Lösung ermitteln. Dazu berechnet man zunächst den so genannten pOH-Wert
{\displaystyle \mathrm {pOH} =-\log \ c(\mathrm {OH^{-}} )}
und daraus den pH-Wert:
{\displaystyle \mathrm {pH} =\mathrm {p} K_{\mathrm {w} }-\mathrm {pOH} \ }
Zu jeder Temperatur gibt es jeweils einen pKw-Wert. Bei 22 °C ist pKw = 14.
Hydroxidionen sind auch in reinem Wasser bei 22 °C in einer Konzentration von 10−7 mol · l−1 enthalten. Das hängt mit der Autoprotolyse des Wassers nach folgender Reaktionsgleichung zusammen:
{\displaystyle \mathrm {H_{2}O+H_{2}O\ \rightleftharpoons \ H_{3}O^{+}+OH^{-}} }
Das H3O+- und das Hydroxidion sorgen selbst bei destilliertem Wasser für eine geringe elektrische Leitfähigkeit.

## Organische Chemie
Hydroxidionen werden oft als Nukleophile in der nukleophilen Substitution zur Synthese von Alkoholen eingesetzt. Aus Halogenalkanen entstehen dabei Alkanole.